# Ciornîi Potik, Irșava
Ciornîi Potik (în ucraineană Чорний Потік) este localitatea de reședință a comunei Ciornîi Potik din raionul Irșava, regiunea Transcarpatia, Ucraina.

## Demografie
Componența lingvistică a localității Ciornîi Potik
     Ucraineană (99,01%)
     Alte limbi (0,99%)
Conform recensământului din 2001, majoritatea populației localității Ciornîi Potik era vorbitoare de ucraineană (99,01%), existând în minoritate și vorbitori de alte limbi.